# Шиналієв Еркебулан Курмаханович
Еркебулан Шиналієв (каз. Еркебұлан Шыналиев; нар. 7 жовтня 1987, в Карабастау — передмісті Шимкента) — казахський боксер, бронзовий призер Олімпіади 2008.

## Боксерська кар'єра
2006 року Шиналієв виграв срібло на молодіжному чемпіонаті світу.

### Чемпіонат світу 2007
- У першому раунді змагань переміг Євгенія Черновола (Молдова) — 28-10
- У другому раунді змагань переміг Джахона Курбанова (Таджикистан) — DQ4
- У 1/8 переміг Чжан Сяопін (Китай) — 14-5
- У 1/4 переміг Тоні Джеффріса (Велика Британія) — 20-9
- У півфіналі програв Аббосу Атоєву (Узбекистан) — 8-17

### Виступ на Олімпіаді
- У першому раунді змагань переміг Даугірдаса Шемьотаса (Литва) — 11-3
- У другому раунді змагань переміг Карлоса Негрона (Пуерто-Рико) — 9-3
- У чвертьфіналі переміг Джахона Курбанова (Таджикистан) — DQ3

(Таджицький боксер був дискваліфікований за укус суперника наприкінці третього раунду. На момент зупинки поєдинку Шиналієв вів з рахунок 12-6. Цікаво те, що їх перша зустріч на чемпіонаті світу 2007 теж закінчилася дискваліфікацією Курбанова.)
- У півфіналі програв Чжан Сяопін (Китай) — 4-5

Зразу після Олімпіади у 21 рік Шиналієв завершив спортивну кар'єру — почав пропускати тренування, не дотримувався спортивного режиму, а коли схаменувся — було вже пізно.